# 惡靈龍屬
惡靈龍屬（學名：Adasaurus），又名惡魔龍或阿達龍，是馳龍科下的一個屬，生活於上白堊紀的中亞洲。牠是小型的雙足肉食性恐龍，在後腳第二趾上有鐮刀狀的爪。根據2008年的估計值，成年的惡靈龍的身長約為1.8公尺長。。
惡靈龍的學名是「Ada的蜥蜴」的意思。Ada是蒙古神話中的惡魔。惡靈龍屬下有一個種，稱為「蒙古惡靈龍」（學名A. mongoliensis），是因牠的化石在蒙古中發現。屬名及種名都是由蒙古古生物學家瑞欽·巴思缽（Rinchen Barsbold）所命名。
在1988年，葛瑞格利·保羅的書籍《Predatory Dinosaurs of the World》裡，他將惡靈龍視為北美洲馳龍的一個種，名為蒙古馳龍（Dromaeosaurus mongoliensis）。但是，之後沒有其他研究人員引用這個分類。
惡靈龍是馳龍科的一屬，馳龍科是與鳥類最為接近的恐龍之一。惡靈龍與其他馳龍科的關係不明，但惡靈龍似乎與蒙古的阿基里斯龍及其他北美洲的屬，都是馳龍亞科的物種。其他馳龍亞科的恐龍包括有恐爪龍、伶盜龍、小盜龍及鷲龍。惡靈龍在馳龍亞科中比較獨特，是因牠有著小型的鐮刀狀爪。在2009年，惡靈龍、蜥鳥盜龍分別被歸類到伶盜龍亞科、蜥鳥盜龍。
惡靈龍有兩個標本，都是從蒙古巴彥洪戈爾省的耐梅蓋特組（Nemegt Formation）中發現。正模標本（編號IGM 100/20）是一個不完整的頭顱骨、除了後段尾巴的其他脊椎、骨盆的三個骨頭、肩帶、後肢。副模標本（編號IGM 100/51）包含骨骼的下半身及後肢。兩個標本現時都是存放在蒙古烏蘭巴托的蒙古地質學院內。
耐梅蓋特組的年代並不明確，就像其他蒙古的上白堊紀地層一樣，被認為是屬於麥斯特裡希特階。所以在耐梅蓋特組的年代約為7,400萬到6,500萬年前。其他於同一地層找到的恐龍有特暴龍、似鵝龍、扎納巴扎爾龍及櫛龍等。